# Onda/Saison 2011
Dieser Artikel listet Erfolge und Mannschaft des Radsportteams Onda in der Saison 2011 auf.

## Erfolge in der UCI Europe Tour
In den Rennen der Saison 2011 der UCI Europe Tour gelangen die nachstehenden Erfolge.
| Datum    | Rennen                                       | Kat. | Sieger        |
| -------- | -------------------------------------------- | ---- | ------------- |
| 9. Juni  | 1. Etappe Volta ao Alentejo                  | 2.2  | Bruno Lima    |
| 26. Juni | Portugiesische Meisterschaft – Straßenrennen | CN   | João Cabreira |

## Zugänge – Abgänge
| Zugänge          | Team 2010                          | Abgänge               | Team 2011                             |
| ---------------- | ---------------------------------- | --------------------- | ------------------------------------- |
| Delio Fernández  | Xacobeo Galicia                    | Sérgio Sousa          | Barbot-Efapel                         |
| Bruno Lima       | Barbot-Siper                       | Danail Andonow Petrow | Konya Torku Şeker Spor-Vivelo         |
| Hélder Oliveira  | Barbot-Siper                       | Marco Cunha           | Pauperval/Estanhos D. António/Valongo |
| João Cabreira    | Centro Ciclismo de Loulé-Louletano | João Benta            | Unbekannt                             |
| Daniel Silva     | Centro Ciclismo de Loulé-Louletano | Ruben Gomes           | Unbekannt                             |
| Alejandro Marque | Palmeiras Resort-Tavira            | Luis Pinheiro         | Unbekannt                             |
| Bruno Borges     | Neoprofi                           | Joaquim Sampaio       | Unbekannt                             |
| Ion Pardo        | Neoprofi                           |                       |                                       |

## Mannschaft
| Name             | Geburtstag        | Nationalität |
| ---------------- | ----------------- | ------------ |
| Bruno Borges     | 31. März 1991     | Portugal     |
| João Cabreira    | 12. Mai 1982      | Portugal     |
| Delio Fernández  | 17. Februar 1986  | Spanien      |
| Bruno Lima       | 5. November 1985  | Portugal     |
| Alejandro Marque | 23. Oktober 1981  | Spanien      |
| Alberto Morras   | 31. März 1987     | Spanien      |
| Hélder Oliveira  | 20. Februar 1983  | Portugal     |
| Ion Pardo        | 2. Januar 1988    | Spanien      |
| Daniel Silva     | 8. Juni 1985      | Portugal     |
| Célio Sousa      | 31. März 1987     | Portugal     |
| Ricardo Vilela   | 18. Dezember 1987 | Portugal     |

## Platzierungen in UCI-Ranglisten
UCI Europe Tour 2011
|       | Fahrer           | Punkte |
| ----- | ---------------- | ------ |
| 182.  | João Cabreira    | 87     |
| 469.  | Alejandro Marque | 32     |
| 539.  | Delio Fernández  | 26     |
| 601.  | Ricardo Vilela   | 21     |
| 616.  | Hélder Oliveira  | 20     |
| 752.  | Bruno Lima       | 12     |
| 987.  | Daniel Silva     | 6      |
| 1121. | Célio Sousa      | 4      |